# Erioptris harmodia
Erioptris harmodia är en fjärilsart som beskrevs av Edward Meyrick 1915.
Erioptris harmodia ingår i släktet Erioptris och familjen rullvingemalar. Inga underarter finns listade i Catalogue of Life.